# داركو درازيتش
داركو درازيتش (بالكرواتية: Darko Dražić)‏ مواليد 17 يناير 1963 في نوفي ترافنيك، جمهورية يوغوسلافيا الاشتراكية الاتحادية، هو لاعب كرة قدم بوسني سابق كان يلعب كمدافع.

## المسيرة الاحترافية

### أندية لعب لها
- هايدوك سبليت
- فورتونا دوسلدورف
- روت فايس أوبرهاوزن

## روابط خارجية
- داركو درازيتش على موقع اتحاد كرواتيا (الكرواتية)
- داركو درازيتش على موقع قاعدة بيانات كرة القدم.إي يو (الإنجليزية)
- داركو درازيتش على موقع بيانات كرة القدم. دي إي (الألمانية)
- داركو درازيتش على موقع ناشيونال فوتبول تيمز (الإنجليزية)
- داركو درازيتش على موقع Soccerway.com (الإنجليزية)
- داركو درازيتش على موقع عالم كرة القدم.نت (الإنجليزية)